# Петровец
Петровец (мкд. Петровец), раније Скопски Петровац, је насеље у Северној Македонији, у северном делу државе. Петровец је седиште истоимене општине Петровец, која окупља источна предграђа Града Скопља.
Поред насеља Петровец налази се и међународни аеродром Скопље, који је познат и као аеродром Петровец.
Цркву св. Ђорђа је 3. маја 1925. осветио митрополит скопски Варнава, имала је звоно дар краља Александра.

## Географија
Петровец је смештен у северном делу Северне Македоније. Од најближег већег града, Скопља, насеље је удаљено 22 km источно.
Насеље Петровец је у оквиру историјске области Блатија, која се обухвата источни део Скопског поља. Насеље је смештено у пољу. Пар километара јужније протиче Вардар. Источно од насеља издиже се брежуљкаст крај Которци. Надморска висина насеља је приближно 220 метара.
Месна клима је измењена континентална са мањим утицајем Егејског мора (жарка лета).

## Становништво
Петровец је према последњем попису из 2021. године имао 3.132 становника.
Већинска вероисповест је православље.
| Национални састав према попису из 2021.‍ | Национални састав према попису из 2021.‍ | Национални састав према попису из 2021.‍ | Национални састав према попису из 2021.‍ | Национални састав према попису из 2021.‍ |
| --------------------------------------- | --------------------------------------- | --------------------------------------- | --------------------------------------- | --------------------------------------- |
|                                         |                                         |                                         |                                         |                                         |
| Македонци                               | Македонци                               |                                         | 2.637                                   | 84,2%                                   |
| Бошњаци                                 | Бошњаци                                 |                                         | 164                                     | 5,2%                                    |
| Срби                                    | Срби                                    |                                         | 99                                      | 3,2%                                    |